# Dassendorf
Dassendorf est une commune allemande du Schleswig-Holstein, située dans l'arrondissement du duché de Lauenbourg (Kreis Herzogtum Lauenburg), à six kilomètres au nord de la ville de Geesthacht. Dassendorf est le chef-lieu de l'Amt Hohe Elbgeest (« Haut Geest de l'Elbe ») qui regroupe dix communes en tout.